# Derovatellus bruchi
Derovatellus bruchi är en skalbaggsart som beskrevs av Zimmermann 1919. Derovatellus bruchi ingår i släktet Derovatellus och familjen dykare. Inga underarter finns listade i Catalogue of Life.